# Agastache pallidiflora
Agastache pallidiflora là một loài thực vật có hoa trong họ Hoa môi. Loài này được (A.Heller) Rydb. mô tả khoa học đầu tiên năm 1906.